# Ditrichum strictum
Ditrichum strictum là một loài rêu trong họ Ditrichaceae. Loài này được Hook. f. & Wilson Hampe mô tả khoa học đầu tiên năm 1867.